# 십이공도
십이공도(十二公徒)는 고려 문종 이후 개경에 있었던 12개 사학(私學)의 생도(生徒)를 총칭한 것이다. 관학인 국자감이 오늘날의 공교육에 해당되고 십이공도는 오늘날의 사교육에 해당된다.
십이공도(十二公徒)의 시초는 설립자의 사망년도 등을 볼 때 정배걸(鄭倍傑)의 홍문공도(弘文公徒)가 1051년 이전에 설립된 것으로 보여 가장 빠르다고 추정되며 최충(崔沖)의 문헌공도(文憲公徒)가 가장 번성하였다.
1. 최충의 문헌공도
2. 정배걸(鄭倍傑)의 홍문공도(弘文公徒)[1]
3. 노단(盧旦)의 광헌(匡憲)공도
4. 김상빈(金尙賓)의 남산(南山)도
5. 김무체(金無滯)의 서원도(西園徒)
6. 은정(殷鼎)의 문충(文忠)공도
7. 김의진(金義珍)의 양신(良愼)공도
8. 황영(黃瑩)의 정경(貞敬)공도
9. 류감(柳監)의 충평(忠平)공도
10. 문정의 정헌(貞獻)공도
11. 서석(徐碩)의 서시랑(徐侍郞)도
12. 설립자가 알려지지 않은 귀산도(龜山徒)

## 같이 보기
- 구재학당
- 최충
- 문헌공도
- 정배걸
- 홍문공도
- 은정 (고려)
- SKY (대학교)
- (영어) 학풍(學風, School spirit)